# Edevaldo
Edevaldo, właśc. Edevaldo de Freitas (ur. 28 stycznia 1958 w Campos dos Goytacaz) – brazylijski piłkarz grający na pozycji środkowego obrońcy.
W reprezentacji Brazylii rozegrał 18 meczów, strzelając jedną bramkę.
W 1982 rozegrał jeden mecz (przeciwko Argentynie) na Mistrzostwach Świata 1982.
Podczas kariery piłkarskiej w latach 1979–1998 występował m.in. w: Fluminense FC, SC Internacional, CR Vasco da Gama, Botafogo Ribeirão Preto, Bangu AC, Vila Nova Goiânia, America Rio de Janeiro, Portuguesa Rio de Janeiro, oraz w FC Porto z którym zdobył mistrzostwo Portugalii w 1986 roku.